# Robert Knox Ross
Robert Knox Ross, britanski general, * 23. avgust 1893, † 3. november 1951.